# Gorguja

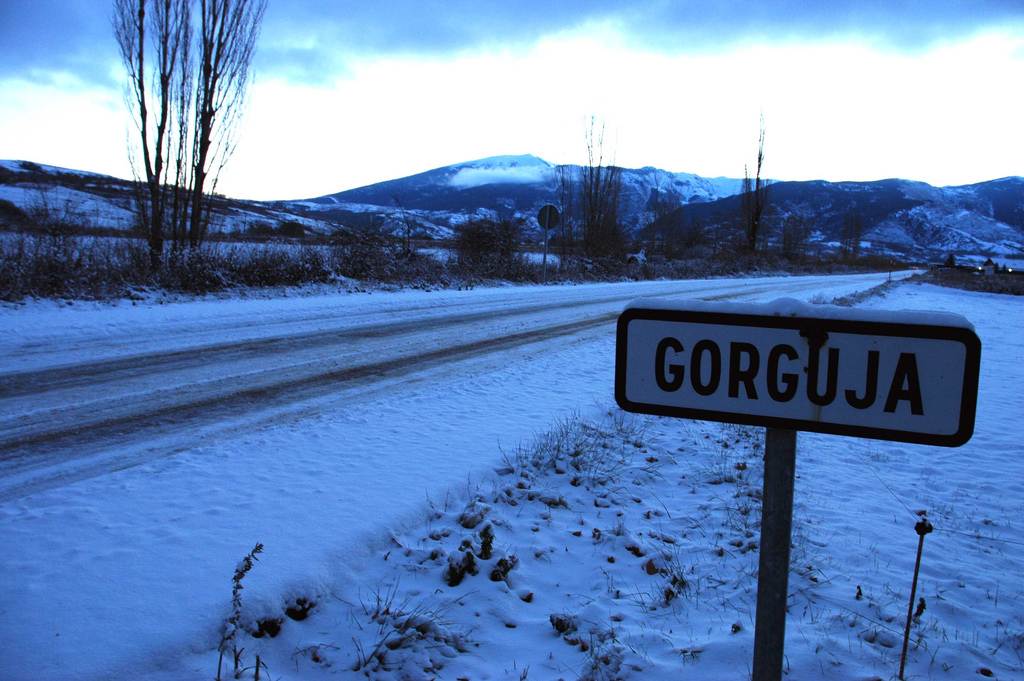
Gorguja

Gorguja – miejscowość w Hiszpanii, w Katalonii, w prowincji Girona, w comarce Baixa Cerdanya, w gminie Llívia.
Według danych INE z 2005 roku miejscowość zamieszkiwało 38 osób.